# Giberville
Giberville település Franciaországban, Calvados megyében. Lakosainak száma 4956 fő (2022. január 1.). Giberville Cagny, Colombelles, Cuverville, Démouville és Mondeville községekkel határos.

## Népesség
A település népességének változása:
| Lakosok száma | 3469 | 4381 | 4574 | 4735 | 4990 | 5000 | 4967 | 4916 | 4881 | 4956 |
|               | 1968 | 1982 | 1990 | 2006 | 2013 | 2015 | 2017 | 2019 | 2020 | 2022 |